# Jardim de São Pedro de Alcântara

De Jardim de São Pedro de Alcântara is een tuin gelegen in Lissabon, Portugal. De tuin is gelegen aan de Calle de São Pedro de Alcântara, vlak bij de wijk Bairro Alto. De tuin heeft een klein meertje en een uitkijkpunt met een indrukwekkend uitzicht over het oosten van Lissabon en de zuidelijke oever van de rivier de Taag. Belangrijke bezienswaardigheden in de buurt zijn het Castelo de São Jorge en de Kathedraal van Lissabon.